# Discografia di Amanda Lear
La discografia della cantante francese Amanda Lear comprende diciassette album di studio, otto raccolte, quattro extended play (EP), cinquantasei singoli e due DVD video.
Nel 1976 Amanda Lear firmò un contratto con l'Ariola Records e pubblicò il suo album di debutto, I Am a Photograph. L'album conteneva i successi Blood and Honey e Tomorrow. Un anno dopo, nel 1977, venne pubblicato il suo primo singolo non estratto da un album, Queen of Chinatown, che si rivelò un successo in Italia, Germania e Svizzera. La cantante pubblicò successivamente altri tre album: Sweet Revenge (1978), Never Trust a Pretty Face (1979) e Diamonds for Breakfast (1979), prima di intraprendere un'azione legale contro l'Ariola-Eurodisc, a causa di divergenze artistiche.
La causa non andò a buon fine, e la Lear dovette rimanere con la sua etichetta e mantenere lo stesso contratto stipulato, fino alla fine del 1983. L'album successivo, Incognito fu l'ultimo della Lear a entrare nelle classifiche europee. Dopo aver collaborato insieme ad Antony Monn per i suoi primi cinque album, Amanda Lear decise di lavorare con dei produttori italiani per il suo ultimo album con l'Ariola Records. Tam-Tam, venne pubblicato solo in territorio italiano ed ebbe scarso successo, mentre l'ultimo singolo estratto No Regrets riuscì a entrare nella Top 40 italiana.
Dopo questo insuccesso, dalla metà degli anni ottanta, la cantante pubblicò alcuni singoli non contenuti in alcun album, come Assassino, Ritmo salsa, No Credit Card, Women e il mini album A L. Gli ultimi singoli pubblicati erano influenzati dall'Hi-NRG e dalla musica New Wave, sonorità che poi influenzeranno l'album Secret Passion. A dispetto della forte promozione, l'era Hi-NRG venne ignorata dal pubblico europeo, perciò la Lear cercò di focalizzare la sua carriera in Italia, Germania e Francia. A causa dei continui insuccessi, la Lear firmò un contratto con l'etichetta italiana Ricordi International, e registrò l'album pop rock Uomini più uomini, rivolto a un pubblico adulto e che segna una sua crescita artistica. Lo stesso anno l'album viene riregistrato in Francia, con differenti tracce non cantate in italiano, e pubblicato con il titolo Tant qu'il y aura des hommes. Nello stesso anno la Lear riregistra insieme al gruppo punk italiano CCCP - Fedeli alla linea il singolo Tomorrow (Voulez vous un rendez vous)/Inch'Allah - ça va, che entra nella Top 50 italiana.
Negli anni novanta fanno seguito tre album eurodisco/eurodance: Cadavrexquis, in cui viene rivisitata Follow Me, Fashion Pack (Studio 54) e Lili Marleen; Alter Ego, che viene anticipato dalla pubblicazione della raccolta Hits and More contenente il singolo Everytime You Touch Me e che segna il suo ritorno negli studi di registrazione di Monaco di Baviera dopo dodici anni; la raccolta Back in Your Arms, in cui riregistra tutti i suoi vecchi successi. Back in Your Arms, che sarà un flop, verrà seguito da una serie di raccolte a basso costo che la Lear, nel corso degli anni, non ha mai autorizzato.
Nel 2000 il marito Alain-Philippe Malagnac muore in un incendio. Per commemorare la sua morte, la Lear registra l'album Heart. Dall'album viene estratto il singolo I Just Wanna Dance Again, mixato da Pumpin' Dolls, Junior Vasquez e Laurent Wolf. Dal 2005 al 2006 vengono pubblicate alcune raccolte ufficiali, come Paris by Night - Greatest Hits e The Sphinx, che ripercorrono tutta la sua carriera dagli anni settanta sino agli anni duemila. Paris by Night segna il ritorno di Amanda Lear nelle classifica italiana dei singoli.
La raccolta Sings Evergreens, che contiene i classici pop della sua discografia, viene pubblicata pochi mesi prima dell'album di cover jazz With Love. L'album viene pubblicato nel 2008 in Italia con il titolo Amour Toujours. L'estate del 2009 si apre con la pubblicazione del brano Someone Else's Eyes, cantato in coppia con il cantante Deadstar, che anticipa l'uscita del doppio album Brief Encounters. L'album verrà pubblicato anche in versione acustica (Brief Encounters Acoustique) e remixata (Brief Encounters Reloaded). Brief Encounters viene pubblicato soprattutto per il mercato italiano, mentre per quello francese la Lear pubblica le altre versioni e l'EP elettropop Brand New Love Affair. Un anno dopo, nell'estate del 2010, vengono pubblicati il maxi-singolo Someone Else's Eyes con un remix prodotto da Boy George e un l'EP di remix I'm Coming Up.

## Album

### Album in studio
| Anno | Titolo                       | Data             | Casa discografica             | Formato    | Posizione massima nella classifica | Posizione massima nella classifica | Posizione massima nella classifica | Posizione massima nella classifica | Posizione massima nella classifica | Posizione massima nella classifica | Posizione massima nella classifica |
| Anno | Titolo                       | Data             | Casa discografica             | Formato    | AUT                                | CAN                                | FRA                                | GER                                | ITA                                | NOR                                | SVE                                |
| ---- | ---------------------------- | ---------------- | ----------------------------- | ---------- | ---------------------------------- | ---------------------------------- | ---------------------------------- | ---------------------------------- | ---------------------------------- | ---------------------------------- | ---------------------------------- |
| 1977 | I Am a Photograph            | aprile 1977      | Ariola Records                | LP         | 25                                 | —                                  | —                                  | 26                                 | 7                                  | —                                  | —                                  |
| 1978 | Sweet Revenge                | febbraio 1978    | Ariola Records                | LP, MC, CD | 8                                  | 10                                 | 17                                 | 4                                  | 9                                  | —                                  | —                                  |
| 1979 | Never Trust a Pretty Face    | gennaio 1979     | Ariola Records                | LP, MC     | —                                  | 20                                 | 8                                  | 24                                 | —                                  | —                                  | 20                                 |
| 1980 | Diamonds for Breakfast       | gennaio 1980     | Ariola Records                | LP, MC     | 11                                 | —                                  | —                                  | 43                                 | —                                  | 10                                 | 4                                  |
| 1981 | Incognito                    | marzo 1981       | Ariola Records                | LP, MC     | —                                  | —                                  | —                                  | —                                  | —                                  | 19                                 | 28                                 |
| 1983 | Tam-Tam                      | dicembre 1983    | Ariola Records                | LP, MC     | —                                  | —                                  | —                                  | —                                  | —                                  | —                                  | —                                  |
| 1987 | Secret Passion               | gennaio 1987     | Carrere Records               | LP, MC     | —                                  | —                                  | —                                  | —                                  | —                                  | —                                  | —                                  |
| 1989 | Uomini più uomini            | 1989             | Ricordi International         | LP, MC     | —                                  | —                                  | —                                  | —                                  | —                                  | —                                  | —                                  |
| 1989 | Tant qu'il y aura des hommes | 1989             | Carrere Records               | LP, MC, CD | —                                  | —                                  | —                                  | —                                  | —                                  | —                                  | —                                  |
| 1993 | Cadavrexquis                 | 1993             | Chène Music                   | CD         | —                                  | —                                  | —                                  | —                                  | —                                  | —                                  | —                                  |
| 1995 | Alter Ego                    | 21 novembre 1995 | ZYX Music                     | CD         | —                                  | —                                  | —                                  | —                                  | —                                  | —                                  | —                                  |
| 2001 | Heart                        | ottobre 2001     | Le Marais Prod.               | CD         | —                                  | —                                  | —                                  | —                                  | —                                  | —                                  | —                                  |
| 2006 | With Love                    | 16 ottobre 2006  | Dance Street                  | CD         | —                                  | —                                  | —                                  | —                                  | —                                  | —                                  | —                                  |
| 2009 | Brief Encounters             | 16 ottobre 2009  | Just Good Music For Your Ears | CD         | —                                  | —                                  | —                                  | —                                  | —                                  | —                                  | —                                  |
| 2012 | I Don't Like Disco           | 9 gennaio 2012   | Boom Lover / Universal        | CD         | —                                  | —                                  | —                                  | —                                  | —                                  | —                                  | —                                  |
| 2014 | My Happiness                 | 17 marzo 2014    | Boom Lover / Universal        | CD         | —                                  | —                                  | —                                  | —                                  | —                                  | —                                  | —                                  |
| 2016 | Let Me Entertain You         | 20 maggio 2016   | Boom Lover / Universal        | CD         | —                                  | —                                  | —                                  | —                                  | —                                  | —                                  | —                                  |
| 2021 | Tuberose                     | 22 ottobre 2021  | Boom Lover / Universal        | CD         | —                                  | —                                  | —                                  | —                                  | —                                  | —                                  | —                                  |

Note
- I Am a Photograph è stato pubblicato in Argentina come Soy una Fotografia, in Brasile come Tomorrow e nello Zimbabwe come Pretty Boys.
- Never Trust a Pretty Face è stato pubblicato in Argentina come Nunca Confíes en una Cara Bonita.
- Heart è stato ripubblicato nel 2003 come Tendance.
- With Love è stato ripubblicato come Amour Toujours in Italia e My Baby Just Cares for Me in Germania, entrambi nel 2008.

### Album remix
| Anno | Titolo                      | Casa discografica             | Formato | Nazione | Note                                                                                               |
| ---- | --------------------------- | ----------------------------- | ------- | ------- | -------------------------------------------------------------------------------------------------- |
| 1998 | Back in Your Arms           | Dig It Int'l                  | CD      | Italia  | L'album è considerato un album di studio e una compilation di remix.                               |
| 2009 | Brief Encounters Acoustique | Just Good Music For Your Ears | CD      | Francia | L'album contiene le versioni acustiche di canzoni contenute nell'album di studio Brief Encounters. |
| 2010 | Brief Encounters Reloaded   | Just Good Music For Your Ears | CD      | Francia | L'album contiene le versioni remixate di canzoni contenute nell'album di studio Brief Encounters.  |

## Raccolte
Raccolte ufficiali
| Anno | Titolo                                          | Casa discografica            | Formato | Nazione          |
| ---- | ----------------------------------------------- | ---------------------------- | ------- | ---------------- |
| 1982 | Ieri, oggi                                      | Ariola                       | LP, MC  | Italia           |
| 1989 | Super 20                                        | BMG-Ariola                   | CD      | Germania         |
| 1990 | Poet Amanda Lear                                | Melodiya                     | LP      | Unione Sovietica |
| 1995 | Hits and More                                   | Giungla Records              | CD, MC  | Italia           |
| 2005 | Paris by Night - Greatest Hits                  | Sony BMG Music Entertainment | CD      | Italia           |
| 2005 | Forever Glam!                                   | Edina Music                  | CD      | Francia          |
| 2005 | Sings Evergreens                                | Dance Street, ZYX Music      | CD      | Germania         |
| 2006 | The Sphinx - Das beste aus den Jahren 1976-1983 | Sony BMG Music Entertainment | CD      | Germania         |

Raccolte ufficiali a basso costo
| Anno | Titolo                                  | Casa discografica        | Formato | Nazione       |
| ---- | --------------------------------------- | ------------------------ | ------- | ------------- |
| 1990 | Amanda Lear                             | BMG Ariola               | MC      | Francia       |
| 1990 | Follow Me (Ariola Express - Gold-Serie) | Ariola Express           | CD      | Germania      |
| 1991 | The Collection                          | BMG-Ariola               | CD      | Germania      |
| 1998 | Queen of Chinatown                      | BMG Ariola Miller GmbH   | CD      | Germania      |
| 1998 | The Collection                          | BMG Entertainment        | CD      | Spagna Russia |
| 1998 | Golden Stars International              | BMG Ariola Media GmbH    | CD      | Germania      |
| 2002 | Follow Me - The Greatest Hits           | ZYX Music                | CD      | Germania      |
| 2003 | Living Legend2                          | ZYX Records/Mint Records | CD      | Germania      |
| 2004 | Gwiazdy XX Wieku - Najwieksze Przeboje  | BMG Poland               | CD      | Polonia       |

Raccolte non ufficiali
| Anno | Titolo                                 | Casa discografica         | Formato | Nazione     |
| ---- | -------------------------------------- | ------------------------- | ------- | ----------- |
| 1997 | Amanda Lear                            | Laser Light               | CD      | Germania    |
| 1999 | Follow Me                              | Versailles                | CD      | Francia     |
| 2000 | Made of Blood & Honey1                 | Laser Light Digital       | CD      | Germania    |
| 2000 | Follow Me                              | Harmony Music             | CD      | Paesi Bassi |
| 2000 | Francaise Chancone                     | Lighthouse Records        | CD      | Russia      |
| 2001 | I'm a Mistery - The Whole Story2       | Carosello                 | CD      | Italia      |
| 2002 | Follow Me                              | Universe                  | CD      | Germania    |
| 2002 | 28 Golden Hits                         | Jaba Music                | CD      | Svizzera    |
| 2002 | Divinamanda2                           | Brioche Edizioni Musicali | CD      | Italia      |
| 2004 | The Queen Is Amanda - Platinum Edition | Nar/Edel                  | CD      | Italia      |
| 2007 | Greatest Hits                          | Euro Trend                | CD      | Germania    |
| 2008 | Disco Queen of the Wild 70's           | TRE Colori Media          | CD      | Germania    |
| 2010 | Give A Bit Of Mmh To Me                | Hargent Media             | CD      | Ungheria    |
| 2010 | My French Italian Songbook             | TRE Colori Media          | CD      | Germania    |

Note
- 1: Raccolta non ufficiale, anche se contiene inediti.
- 2: Contiene tracce precedentemente disponibili nel formato vinile.

## EP
| Anno | Titolo                | Casa discografica | Numero catalogo | Formato | Nazione  | Note            |
| ---- | --------------------- | ----------------- | --------------- | ------- | -------- | --------------- |
| 1980 | Le Chat de Gouttière  | Arabella          | 101489          | 7" EP   | Francia  | Tre tracce.     |
| 1980 | Amanda Lear           | Amiga             | 5 56 001        | 7" EP   | Germania | Quattro tracce. |
| 1985 | A L                   | Five Record       | FM 13708        | 12" EP  | Italia   | Quattro tracce. |
| 2009 | Brand New Love Affair | Edina Music       | 000560          | CD/EP   | Francia  | Otto tracce.    |

## Singoli
| Anno | Titolo                                                                 | Lato B | Casa discografica                                                                     | Album                          | Formato | Formato | Formato   | Formato |
| Anno | Titolo                                                                 | Lato B | Casa discografica                                                                     | Album                          | 7"      | 12"     | CD single | CD maxi |
| ---- | ---------------------------------------------------------------------- | --- | ------------------------------------------------------------------------------------- | ------------------------------ | ------- | ------- | --------- | ------- |
| 1975 | La bagarre                                                             | - Lethal Leading Lady | Creole, Polydor, Ariola                                                               | I Am a Photograph              |         |         |           |         |
| 1976 | Blood & Honey                                                          | - She's Got The Devil In Her Eyes | Ariola, Polydor, RTB, RCA Victor, Eurodisc, Disques Direction Records, RCA, Chrysalis | I Am a Photograph              |         |         |           |         |
| 1977 | Tomorrow                                                               | - Alphabet (Germania) - Mon Alphabet (Francia) - The Lady In Black (Italia) - Alfabeto (Italia) - Queen of Chinatown (Portogallo, Spagna) - Pretty Boys (Giappone) | Ariola, WEA, Eurodisc, Polydor                                                        | I Am a Photograph              |         |         |           |         |
| 1977 | Blue Tango                                                             | - Pretty Boys (Paesi Bassi) - Blood & Honey (URSS) | Ariola, ????????                                                                      | I Am a Photograph              |         |         |           |         |
| 1977 | Queen of Chinatown                                                     | - My Alphabet (Germania) - Alphabet (Francia, Italia, Turchia) - Pretty Boys (Germania) - Blood & Honey (URSS) - The Lady In Black (Giappone)                      | Ariola, Eurodisc, Polydor, Sonora, ????????, Columbia/Ariola                          | I Am a Photograph              |         |         |           |         |
| 1978 | Follow Me                                                              | - Mother Look What They've Done To Me - Run Baby Run (Spagna) - Hollywood Is Just a Dream (Cecoslovacchia) - Enigma (Give A Bit Of Mmh To Me) (Canada)             | Ariola, Eurodisc, Polydor, RTB, IGM Inter Global Music, Epic, Siamese, Supraphon      | Sweet Revenge                  |         |         |           |         |
| 1978 | Run Baby Run                                                           | - Follow Me (Reprise) - The Stud (Sud Africa) | Ariola, Music Master                                                                  | Sweet Revenge                  |         |         |           |         |
| 1978 | Enigma (Give a Bit of Mmh to Me)                                       | - Run Baby Run - Hollywood Flashback (Sudafrica) - Gold (Giappone)                                                                                                 | Ariola, Eurodisc, Polydor, Columbia/Ariola                                            | Sweet Revenge                  |         |         |           |         |
| 1978 | Gold                                                                   | - Lili Marleen | Eurodisc                                                                              | Sweet Revenge                  |         |         |           |         |
| 1978 | Lili Marleen                                                           | - Pretty Boy (Sudafrica, Zimbabwe) - Dreamer (South Pacific) (Argentina)                                                                                           | Ariola                                                                                | Never Trust a Pretty Face      |         |         |           |         |
| 1978 | The Sphinx                                                             | - Hollywood Flashback | Ariola, Eurodisc, WEA                                                                 | Never Trust a Pretty Face      |         |         |           |         |
| 1979 | Fashion Pack                                                           | - Black Holes - Intellectually (Canada) - Lili Marleen (Italia, Giappone) - Forget It (URSS)                                                                       | Ariola, Eurodisc, Columbia/Ariola, RCA, ME?O???                                       | Never Trust a Pretty Face      |         |         |           |         |
| 1980 | Fabulous (Lover, Love Me)                                              | - Oh Boy | Ariola, Columbia/Ariola, Eurodisc                                                     | Diamonds for Breakfast         |         |         |           |         |
| 1980 | Diamonds                                                               | - It's a Better Life | Ariola, Arabella                                                                      | Diamonds for Breakfast         |         |         |           |         |
| 1980 | Ho fatto l'amore con me                                                | - Rockin' Rollin' (I Hear You Nagging) (Francia) - Diamonds (Italia)                                                                                               | Arabella, RCA Victor                                                                  | Diamonds for Breakfast         |         |         |           |         |
| 1980 | When                                                                   | - Ho fatto l'amore con me | Ariola                                                                                | Diamonds for Breakfast         |         |         |           |         |
| 1980 | Japan                                                                  | - Diamonds | Columbia/Ariola                                                                       | Diamonds for Breakfast         |         |         |           |         |
| 1980 | Solomon Gundie                                                         | - Rockin' Rollin' (I Hear You Nagging) | Ariola, RCA Victor, Arabella, Türküola/Ariola                                         | —                              |         |         |           |         |
| 1981 | Égal                                                                   | - If I Were a Boy | Ariola, Türküola/Ariola, Arabella                                                     | Incognito                      |         |         |           |         |
| 1981 | Love Amnesia                                                           | - Nymphomania | Ariola, RCA Victor                                                                    | Incognito                      |         |         |           |         |
| 1981 | Hollywood Is Just a Dream                                              | - Égal | Ariola                                                                                | Incognito                      |         |         |           |         |
| 1981 | Red Tape                                                               | - New York | Ariola, Arabella                                                                      | Incognito                      |         |         |           |         |
| 1981 | Nymphomania                                                            | - If I Was a Boy | Ariola                                                                                | Incognito                      |         |         |           |         |
| 1982 | Fever                                                                  | - Red Tape | Ariola                                                                                | —                              |         |         |           |         |
| 1982 | Incredibilmente donna                                                  | - Buon viaggio | Ariola, Arabella                                                                      | Ieri, oggi                     |         |         |           |         |
| 1983 | Love Your Body                                                         | - Darkness and Light | Ariola, Arabella                                                                      | —                              |         |         |           |         |
| 1983 | No Regrets                                                             | - It's All Over - No Regrets (Instrumental Dub) | Ariola                                                                                | Tam-Tam                        |         |         |           |         |
| 1984 | Assassino                                                              | - Stato d'allarme - Assassino (Instrumental) | WEA Music                                                                             | —                              |         |         |           |         |
| 1984 | Ritmo Salsa                                                            | - Hotel Palace | Five Record                                                                           | —                              |         |         |           |         |
| 1985 | No Credit Card                                                         | - Jungle Beat (Instrumental) | Merak Music                                                                           | —                              |         |         |           |         |
| 1985 | Women                                                                  | - Women Wow Wow (Instrumental) | Merak Music                                                                           | —                              |         |         |           |         |
| 1986 | Wild Thing                                                             | - Aphrodisiac - I'm a Mistery (Remix) - Follow Me (1987 Re-recording)                                                                                              | Carrere, Carrere/Ibach, Power                                                         | Secret Passion                 |         |         |           |         |
| 1986 | Les Femmes                                                             | - She Wolf | Merak, Ibach, Carrere/Ibach                                                           | Secret Passion                 |         |         |           |         |
| 1987 | Aphrodisiaque                                                          | - Desire | Carrere                                                                               | Secret Passion                 |         |         |           |         |
| 1987 | Time's Up                                                              | - Aphrodisiac | Carrere                                                                               | Secret Passion                 |         |         |           |         |
| 1987 | Follow Me (The Special 1987 Mix)                                       | - Follow Me (1987 Re-recording) | Carrere, Carrere/Ibach, Power                                                         | —                              |         |         |           |         |
| 1988 | Tomorrow (Voulez vous un rendez vous) (con i CCCP - Fedeli alla linea) | - Inch'Allah ça va | Virgin Records                                                                        | —                              |         |         |           |         |
| 1988 | Thank You                                                              | - Too Hot To Handle | Carrere-Ibach                                                                         | —                              |         |         |           |         |
| 1989 | Gold (Ian Levine Remix)                                                | - Follow Me (Ian Levine Remix) | Ariola                                                                                | —                              |         |         |           |         |
| 1989 | Métamorphose                                                           | - Métamorphose (Instrumental) | Carrere-Ibach                                                                         | Tant qu'il y aura des hommes   |         |         |           |         |
| 1990 | L'école d'amour                                                        | - Due | Carrere-Ibach                                                                         | Tant qu'il y aura des hommes   |         |         |           |         |
| 1992 | Fantasy                                                                | - Vari remix | Indisc, ZYX Music, Chène Music                                                        | Cadavrexquis                   |         |         |           |         |
| 1995 | Everytime You Touch Me                                                 | - Vari remix | ZYX Music, Giungla Records                                                            | Alter Ego                      |         |         |           |         |
| 1995 | Peep!                                                                  | - Vari remix | ZYX Music                                                                             | Alter Ego                      |         |         |           |         |
| 1996 | Angel Love                                                             | - Vari remix | ZYX Music                                                                             | Alter Ego                      |         |         |           |         |
| 1998 | Follow Me (1998 Re-Recording)                                          | - Tomorrow (1998 Re-Recording) | DIG-IT                                                                                | Back in Your Arms              |         |         |           |         |
| 1998 | Queen of Chinatown (1998 Re-Recording)                                 | - Vari remix | MAG MUSIC                                                                             | Back in Your Arms              |         |         |           |         |
| 1998 | Blood and Honey (New Remix '98)                                        | - Vari remix | BMG-Ariola                                                                            | Follow Me Back in My Arms      |         |         |           |         |
| 2001 | Love Boat                                                              | - Love Boat (Instrumental) - Rainbow Love Boat (Oriental Mix) | Dance Street Records, Marais Prod.                                                    | Heart                          |         |         |           |         |
| 2002 | I Just Wanna Dance Again                                               | - Vari Remix | Marais Prod., Dance Street Records                                                    | Heart                          |         |         |           |         |
| 2002 | Beats of Love (con Get Ready!)                                         | - City | Virgin Music                                                                          | Tendance                       |         |         |           |         |
| 2005 | Paris by Night                                                         | - Vari Remix | Dance Street Records                                                                  | Paris by Night - Greatest Hits |         |         |           |         |
| 2005 | Copacabana (Remix 2005)                                                | - Do You Wanna See It? | Dance Street Records                                                                  | Forever Glam!                  |         |         |           |         |
| 2006 | Queen of Chinatown 2006 (con DJenetix)                                 | - Vari remix | ZYX Music/Dance Street Records                                                        | —                              |         |         |           |         |
| 2009 | Someone Else's Eyes (con Deadstar)                                     | - Secret Lover | Just Good Music For Your Ears                                                         | Brief Encounters               |         |         |           |         |
| 2010 | I'm Coming Up                                                          | - Vari remix | Just Good Music For Your Ears                                                         | Brand New Love Affair          |         |         |           |         |
| 2011 | Chinese Walk                                                           | - Vari remix | Little Boom Records                                                                   | —                              |         |         |           |         |

Note
- La Bagarre è stato pubblicato anche nella versione inglese chiamata Trouble.
- Égal è stato pubblicato in Sud America con il nome di Igual.
- Les Femmes è stato pubblicato anche come She Wolf.
- Aphrodisiaque è la versione francese di Aphrodisiac, ed è disponibile sono in questo singolo.

### Classifiche dei singoli
| Anno | Titolo                                             | Album                          | Posizione massima nella classifica | Posizione massima nella classifica | Posizione massima nella classifica | Posizione massima nella classifica | Posizione massima nella classifica | Posizione massima nella classifica | Posizione massima nella classifica | Posizione massima nella classifica |
| Anno | Titolo                                             | Album                          | AUT                                | BEL                                | GER                                | ITA                                | NET                                | SA                                 | SVE                                | SVI                                |
| ---- | -------------------------------------------------- | ------------------------------ | ---------------------------------- | ---------------------------------- | ---------------------------------- | ---------------------------------- | ---------------------------------- | ---------------------------------- | ---------------------------------- | ---------------------------------- |
| 1976 | Blood & Honey                                      | I Am a Photograph              | —                                  | —                                  | 12                                 | 11                                 | —                                  | —                                  | —                                  | —                                  |
| 1977 | Tomorrow                                           | I Am a Photograph              | —                                  | —                                  | —                                  | 1                                  | —                                  | —                                  | —                                  | —                                  |
| 1977 | Queen of Chinatown                                 | I Am a Photograph              | 11                                 | —                                  | 2                                  | 2                                  | —                                  | —                                  | —                                  | 5                                  |
| 1978 | Follow Me                                          | Sweet Revenge                  | 6                                  | 4                                  | 3                                  | 9                                  | 3                                  | 3                                  | —                                  | 7                                  |
| 1978 | Enigma (Give a Bit of Mmh to Me)                   | Sweet Revenge                  | —                                  | —                                  | —                                  | 10                                 | 11                                 | 11                                 | —                                  | —                                  |
| 1978 | The Sphinx                                         | Never Trust a Pretty Face      | —                                  | —                                  | 19                                 | —                                  | —                                  | —                                  | —                                  | —                                  |
| 1979 | Fashion Pack                                       | Never Trust a Pretty Face      | —                                  | —                                  | 24                                 | 26                                 | 50                                 | —                                  | 13                                 | —                                  |
| 1979 | Lili Marleen                                       | Never Trust a Pretty Face      | —                                  | —                                  | —                                  | 12                                 | —                                  | —                                  | —                                  | —                                  |
| 1980 | Fabulous (Lover, Love Me)                          | Diamonds for Breakfast         | —                                  | —                                  | 25                                 | —                                  | —                                  | —                                  | 8                                  | —                                  |
| 1980 | Diamonds                                           | Diamonds for Breakfast         | —                                  | —                                  | 30                                 | —                                  | —                                  | —                                  | 18                                 | —                                  |
| 1980 | Solomon Gundie                                     | —                              | —                                  | —                                  | 36                                 | —                                  | —                                  | —                                  | —                                  | —                                  |
| 1981 | Égal                                               | Incognito                      | —                                  | —                                  | 75                                 | —                                  | —                                  | —                                  | —                                  | —                                  |
| 1982 | Incredibilmente donna                              | Ieri, oggi                     | —                                  | —                                  | —                                  | 39                                 | —                                  | —                                  | —                                  | —                                  |
| 1983 | No Regrets                                         | Tam-Tam                        | —                                  | —                                  | —                                  | 36                                 | —                                  | —                                  | —                                  | —                                  |
| 1989 | Tomorrow (Voulez vous un rendez vous) (con i CCCP) | —                              | —                                  | —                                  | —                                  | 40                                 | —                                  | —                                  | —                                  | —                                  |
| 2002 | Beats of Love (con Get Ready!)                     | Tendance                       | —                                  | 48                                 | —                                  | —                                  | —                                  | —                                  | —                                  | —                                  |
| 2005 | Paris by Night                                     | Paris by Night - Greatest Hits | —                                  | —                                  | —                                  | 41                                 | —                                  | —                                  | —                                  | —                                  |

### Singoli promozionali
| Anno | Titolo | Casa discografica     | Numero catalogo | Formato | Nazione        |
| ---- | --- | --------------------- | --------------- | ------- | -------------- |
| 1981 | Igual / Ninfomanía                                                                                            | Ariola                | A-102 592       | 7"      | Spagna         |
| 1983 | Bewitched (Extended Vocal Version) / Instrumental Dub                                                         | Ariola                | ARL 38023       | 12"     | Italia         |
| 1990 | Do You Remember Me? (Club Mix) / Extended Groove Mix / Radio Mix                                              | Disco 3               | DPM 2290        | 12"     | Italia         |
| 1998 | I'll Miss You (Love Version) / Never Trust a Pretty Face / Lili Marleen                                       | BMG-Ariola            | 74321 64070 2   | CD      | Germania       |
| 2000 | From Here to Eternity (Tox'N'Stone Club Mix) / Eric D. Clark Passport 12" Mix / Whirlpool Maximum Passion Mix | Caus-N'-ff-ct Records | CNF 031         | 12"     | Germania       |
| 2009 | Brand New Love Affair (In The Mix)                                                                            | Edina Music           | —               | —       | Promo digitale |
| 2010 | I Am What I Am (TV Final Mix)                                                                                 | Edina Music           | —               | —       | Promo digitale |

### Contributi in raccolte e collaborazioni
| Anno | Canzone/i                                                                     | Raccolta                                        |
| ---- | ----------------------------------------------------------------------------- | ----------------------------------------------- |
| 1978 | Your Yellow Pyjama e Look at her Dancing con Riz Ortolani                     | La ragazza dal pigiama giallo (Colonna sonora)  |
| 1987 | Wild Thing (Glenn Cattanach Edit)                                             | Hot Tracks - Series 6, Issue 5                  |
| 1998 | Muscle Man (Italo Mix)                                                        | Italo-Disco Party Nonstop                       |
| 2000 | Follow Me (Mix 2000)                                                          | Paris Pride 2000                                |
| 2000 | From Here To Eternity (Tox'n Stone-Remix) con Giorgio Moroder & Eric D. Clark | DJ Empire Presents A Tribute To Giorgio Moroder |
| 2001 | Troubles                                                                      | Absolument Disco Vol. 2                         |
| 2002 | Cocktail D'amore (Original Mix)                                               | Cocktail D'amore                                |
| 2002 | Devil Dancer                                                                  | Die Drei??? Der Mann ohne Kopf                  |
| 2002 | Beats of Love con Get Ready!                                                  | Tendance                                        |
| 2003 | Paroles paroles (Live) con Titoff                                             | Paris By Night - Greatest Hits                  |
| 2005 | Martini Disease con Jetlag                                                    | On the air                                      |
| 2005 | I'll Miss You con Manuel Sanchez                                              | Ambitious                                       |
| 2007 | I Can Hear Music con Lottergirls                                              | Right On                                        |

## Album video
- 1980: "Live in Concert 1979", regia di Denis Taranto: Versione VHS di un concerto registrato a Parigi e ad Amburgo. Contiene anche le prove del concerto.
- 2008: "Disco Queen - Live in Concert 1979", regia di Denis Taranto: Versione DVD del concerto del 1979. Le esibizioni sono più estese rispetto alla versione originale. Inoltre include prove del concerto estese, e un'intervista bonus.

## Inediti
| Anno      | Canzone/i | Note |
| --------- | --- | --- |
| 1974      | Star1 | La prima canzone registrata dalla Lear, con la collaborazione di David Bowie. |
| 1977 1980 | Unbek1 | Canzone scritta e composta dalla Lear, da Antony Monn, Reiner Pietsch e Michael Holm. La canzone è stata registrata durante il periodo Ariola ed è presente nel database italiano SIAE. |
| 1978      | Lili Marleen2 (versione alternativa) | Versione più lenta dell'originale. La canzone venne cantata durante una trasmissione televisiva francese, "Numero un", il 30 dicembre 1978. |
| 1978      | Good-bye, Auf-Wiedersehen2 | Canzone registrata per il film Zio Adolfo in arte Führer. La colonna sonora non è mai stata pubblicata. |
| 1981      | New York2 (versione francese) | Versione francese della canzone New York. La canzone venne cantata in alcune trasmissioni televisive. |
| 1981      | Where Are You Now2 | Nel 1981 la Lear registrò alcuni demo da proporre alla Ariola, per la realizzazione di un album prodotto da Trevor Horn. L'Ariola non accettò i demo registrati con Horn, e la Lear dovette tornare a registrare con Monn. Una delle canzoni registrate insieme a Horn, Where Are You Now venne cantata dalla Lear durante il programma televisivo Grey Street, andato in onda su TMC.                                                                             |
| 1983      | Magica2 | Versione italiana di Music Is, cantata durante il programma Premiatissima '83. |
| 1985      | Tico-Tico2, Get Back Joe2, Love Me Tender2, Amor2, Over the Rainbow2, Rock Me Amadeus2 (versione italiana), Que Sera, Sera2 e Walk on the Wild Side2 | Canzoni cantate durante il programma W le donne. Que Sera, Sera e Walk on the Wild Side vennero mandate in onda nel 1986. |
| 1986      | La Vie en rose2 e Paris Canaille2 (1986) | Canzoni cantate durante il programma francese Cherchez la femme. Paris Canaille verrà registrata nuovamente nel 1990 per l'album Tant qu'il y aura des hommes, rimarrà inedita anche questa volta, anche se verrà cantata durante una trasmissione televisiva francese. |
| 1988      | Grazie2 | Versione italiana del singolo Thank You, cantata durante la trasmissione francese Embarquement Immédiat. |
| 1990      | O Madrilenes | La Lear canterà un medley intitolato La Madrilène / El Relicario durante la trasmissione francese Champs Elysées. La canzone originale rimane inedita ed è presente nel database francese SACEM. |
| 1990      | Paris Canaille2 (1990) | La seconda versione di Paris Canaille rimane tutt'oggi inedita, anche se la Lear canterà la canzone durante la trasmissione televisiva 40 Degrés à l'ombre. |
| 1993      | De Voluptas3 e Sixties survivor3 | Conosciute rispettivamente con i titoli Voluptas e Glad To Be Alive, sono due canzoni registrate durante la sessione di Cadavrexquis. Glad To Be Alive è stata composta da Eric Laloue, mentre Voluptas da Olivier Brochart. Le canzoni sono state scritte dalla Lear e sono presenti nel database francese SACEM. Entrambe finirono nell'edizione audiocassetta, senza apparire nei crediti. Le versioni alternative delle cassette vennero ritirate dal mercato. |
| 1993      | Tchoop Tchoop Tchooly1 | Terzo inedito registrato per l'album Cadavrexquis. La canzone è stata composta da Olivier Brochart, scritta dalla Lear ed è presente nel database francese SACEM. |
| 1993      | Télégramme4 | Versione francese di Telegramma, inedito dall'album Tant qu'il y aura des hommes. Nel 1993, l'album venne ripubblicato con il titolo Télégramme, con la canzone inedita inserita al posto di Métamorphose. |
| 1995      | Crepage de chic1 | Canzone registrata durante la sessione dell'album Alter Ego. La canzone è stata scritta dalla Lear e composta dalla stessa. Crepage de chic è presente nel database italiano SIAE con il Codice ISWC: T-801.835.246-1 |
| 1998      | Just a Gigolo2 4, C'est si bon4, Mellow Yellow4 e They're Coming to Take Me Away, Ha-Haaa!4                                                          | Canzoni registrate nel 1990. Just a Gigolo venne lo stesso cantata in alcuni programmi. Le canzoni vennero inizialmente pubblicate nella raccolta Made of Blood & Honey, mentre Just a Gigolo venne poi inclusa nella remix-raccolta ufficiale, Back in Your Arms. |
| 1998      | Nuda (Arriva lui cosa mi metto)2 | Sigla del programma Il brutto anatroccolo, andato in onda su Italia 1 nel 1998. |
| 1999      | So Dangerous1 | Una traccia creata da Fabien Scarlakens (DJ Esteban). Sul suo canale YouTube, il 13 marzo 2019, ha caricato una versione remix intitolata "Dj Esteban's Sweet Garage Remix" della durata di un minuto. |
| 2000      | La natura delle donne (Moira senza elefanti)1 | Canzone scritta da Barbara Alberti, registrata dalla Lear insieme a Platinette e proposta per la partecipazione al Festival di Sanremo 2000, al quale non è stata ammessa. |
| 2001      | Phoenix1 | Canzone registrata durante la sessione dell'album Heart. La canzone è stata scritta dalla Lear e composta da F. X. Costello ed è presente nel database francese SACEM. |
| 2008      | Liqueur d'Absynthe5 | Una canzone inedita prodotta probabilmente con la collaborazione tra Lear e la band tedesca Lottergirls. Il testo della canzone contiene un estratto della poesia La Distruzione di Charles Baudelaire. |
| 2009      | It's Hard to Say Goodbye1 e It's a Good Day1 | Canzoni registrate durante la sessione di Brief Encounters. Entrambe sarebbero dovute apparire nel secondo CD "For The Feet", che include tutte le canzoni dance. Nella versione finale dell'album le due tracce sono state sostituite dai remix di For What I Am, Someone Else's Eyes e This Is Not America. |

Note
- 1: Canzoni inedite in qualsiasi formato.
- 2: Canzoni cantate in programmi televisivi.
- 3: Canzoni inedite, inserite per sbaglio in un album di studio.
- 4: Canzoni precedentemente inedite, poi pubblicate su raccolte.
- 5: Canzoni cui la fonte di provenienza è sconosciuta.